# رايموند يفبفر
رايموند يفبفر (بالفرنسية: Raymond Lefebvre)‏ هو كاتب وصحفي وسياسي فرنسي، ولد في 24 أبريل 1891 في باريس في فرنسا، وتوفي في 1 أكتوبر 1920 في بحر بارنتس في النرويج بسبب غرق. حزبياً، نشط في French Section of the Workers' International ‏.